# Sembrancher
Sembrancher is een gemeente en plaats in het Zwitserse kanton Wallis, en maakt deel uit van het district Entremont.
Sembrancher telt 954 inwoners.